# Tekken (film)
Tekken – japońsko-amerykański film fantasy z 2010 w reżyserii Dwighta H. Little, stworzony na podstawie gier z serii pod tym samym tytułem.
Cztery lata później film doczekał się kontynuacji filmu Tekken 2: Kazuya's Revenge.

## Opis fabuły
Akcja filmu rozgrywa się w 2039 roku. Najlepsi uczestnicy turnieju Żelaznej Pięści – najkrwawszych i najbardziej emocjonujących pojedynków świata zjeżdżają się z całego świata, by wziąć udział w najważniejszym sportowym wydarzeniu wszech czasów. Każdy z wojowników ma inny cel, a droga do jego osiągnięcia jest jedna. Trzeba pokonać przeciwnika w brutalnym starciu na śmierć i życie na oczach milionów ludzi.

## Obsada
- Jon Foo jako Jin Kazama
- Ian Anthony Dale jako Kazuya Mishima
- Cary-Hiroyuki Tagawa jako Heihachi Mishima
- Kelly Overton jako Christie Monteiro
- Tamlyn Tomita jako Jun Kazama
- Luke Goss jako Steve Fox
- Cung Le jako Marshall Law
- Gary Daniels jako Bryan Fury
- Candice Hillebrand jako Nina Williams
- Marian Zapico jako Anna Williams
- Darrin Dewitt Henson jako Raven
- Lateef Crowder jako Eddie Gordo
- Gary Ray Stearns jako Yoshimitsu
- Anton Kasabov jako Sergei Dragunov
- Roger Huerta jako Miguel Rojo
- Mircea Monroe jako Kara

## Produkcja
Zdjęcia do filmu kręcono w Film kręcono w Pineville i Shreveport (Luizjana), natomiast okres zdjęciowy trwał od 4 lutego do 28 marca 2008 roku.